# Municipal Liberia
La Asociación Deportiva Municipal Liberia es un club de fútbol de la ciudad de Liberia en Costa Rica que milita en la Primera División de Costa Rica. Fue campeón nacional de Primera División, luego de obtener el Título de Verano en el año 2009, es el equipo más representativo de Guanacaste, en la primera división de Costa Rica.
Disputa el Derbi o el Clásico de la Pampa, con su acérrimo rival, la Asociación Deportiva Guanacasteca, con la cual se han presentado muchas polémicas dentro y fuera de la cancha, la más reciente durante la administración Sotela, cuando nombraron al cuadro liberiano "Águilas Guanacastecas", haciéndose ver como representante de la provincia.
El 1 de marzo de 2011, la UNAFUT decide expulsar al equipo debido a su insostenibilidad económica, lo que se tradujo en ausencia en partidos. La reincidencia en ello llevó a votar por la expulsión del equipo.
A partir de la temporada 2015-2016, el equipo juega en la máxima categoría tras coronarse campeón de la Liga de Ascenso de la temporada 2014-2015, tras vencer en la final al Puntarenas FC 2 a 1 en el marcador global, al mando del charrúa Orlando De León.

## Historia

### Inicios: Años 1970
El Municipal Liberia tuvo como antecedente a su selección cantonal, la cual fue campeona de Liga Nacional por Guanacaste en 1967, campeón de Tercera División (2.ª. División de Ascenso) en 1971 y subcampeón nacional de la misma categoría en 1972.

El Deportivo Fertica F.C. de Puntarenas era un club que militaba en la Tercera División de Costa Rica y en 1974 logra el título.
Para 1975 los porteños irrumpen en la Segunda División. Entretanto, los ciudadanos liberianos se interesaron por constituir un equipo que representara a Liberia en una categoría más alta.

Entonces, en 1977 se compra la franquicia a Fertica y el 7 de junio del mismo año se funda la A.D. Municipal Liberia, dando inicio a su participación en el campeonato y utilizando de base los jugadores porteños para competir en la Segunda División.

Se constituye la primera Junta Directiva integrada por: Richard Hunderburg, Dr. Tinoco, Felipe Pérez Pérez, Dr. Sánchez y Juan Rafael Villagra. Para 1978 se nombra a Juan Colecchio como primer entrenador del equipo.

### Consolidación como club
En 1978 y 1979 se consolida en Segunda División, pero en 1981-82 desciende nuevamente a la Tercera.

Vuelve en 1985 a la Segunda División de forma invicta en ANAFA y ahí permanece hasta 1990. Se fortalece económicamente realizando importantes contrataciones de jugadores y logrando el apoyo de su afición.

Desde 1982 hasta el 1991 se viven momentos muy críticos, entre ellos problemas de indisciplina de los jugadores, cambios de directivos y de entrenadores, y un reducido apoyo de la afición provocando el descenso del club.

### Segunda división: Finales delsigloXX
En 1992 se compran al Deportivo Saprissa las torres de iluminación para el Estadio Edgardo Baltodano Briceño. En 1994 y 1995 Enrique Leiva Chamorro asume la presidencia y Fernando Castro Miranda asume el puesto de entrenador.

### Ascenso a la Primera División
En el 2000 asume la dirección técnica Juan Diego Quesada, aunque los partidos finales fueron dirigidos por Marvin Rodríguez. El Municipal Liberia logra 35 partidos invictos sin conocer la derrota y disputa otra vez una final por el ascenso, en esta oportunidad con el Municipal Osa.

El primer partido se juega el 21 de mayo de 2000 en Liberia, terminando 1 a 1. Sin embargo, el equipo pierde el segundo encuentro 2 a 0 en Ciudad Cortés el 28 de mayo.

Luego volvería a jugar la final del Ascenso en 2001, donde lograría el ascenso finalmente.

### Camino al título: Liberia Mía
El camino de Liberia hacia el campeonato fue largo, después de ser uno de los clubes favoritos al descenso. En junio de 2007, el empresario Mario Sotela adquiere el club, dándole una inyección económica, además de cambiarle de nombre por Liberia Mía. También se cambió el escudo y la mascota (que era un coyote) por un águila. Además, se adquirieron jugadores de renombre en el medio costarricense, como William Sunsing, José Carlos Cancela, Víctor "El Mambo" Núñez, Alejandro Alpízar, Rolando Fonseca, Harold Wallace y Walter Chévez.

El club logró un ascenso en su nivel y se logró clasificar segundo en el Torneo de Verano 2009, después de Brujas F.C. y por delante de la Asociación Deportiva Ramonense. Jugó los cuartos de final ante el Municipal Pérez Zeledón que había clasificado tercero en el Grupo B, ganándole en su casa, el Estadio Municipal de Pérez Zeledón con resultado de 1-2, y ganándole en Liberia 1-0 para terminar el global 3-1.

En las semifinales se topó con el Deportivo Saprissa. El juego de ida fue en Liberia, el club tuvo muchas oportunidades de gol pero solo pudieron concretar una y el partido finalizó con empate de 1-1. En el partido de vuelta en el Estadio Ricardo Saprissa, sorprendentemente Liberia Mía ganó 1-0 con gol de Esteban Sirias, arrebatándole a Saprissa la oportunidad de ganar el hexacampeonato.

En esta serie hubo una gran polémica debido a que tres jugadores del cuadro liberiano debían purgar un castigo de 1 y 2 partidos, pero el club presentó una apelación que anulaba momentáneamente el castigo. Debido a esto, y a que estos tres jugadores pesaron mucho para la victoria del cuadro liberiano ante el Deportivo Saprissa, el cuadro morado presentó varias apelaciones debido a su eliminación. Tras casi un mes sin poder jugar la final debido a este problema, se rechaza la apelación de Saprissa, lo que permitió jugar la final al cuadro liberiano.

En la final el partido de ida contra el Club Sport Herediano también se jugó en Liberia, pero el club estaba un poco debilitado debido a que sus figuras estaban cumpliendo un partido de suspensión, por la gran cantidad de tarjetas que recibieron en las series contra el Municipal de Pérez Zeledon y el Deportivo Saprissa, además de que otros estaban lesionados. El partido tuvo grandes ocasiones de gol para el Herediano, las cuales no pudieron concretar. El partido acabó 0-0.

La vuelta fue en el Estadio Eladio Rosabal Cordero, casa del Club Sport Herediano, que llegaba con la convicción de por fin volver a acariciar el título después de 16 años de no ganarlo, tras perder múltiples finales. A este juego se le denominó la "Final Amarilla", ya que los dos clubes presentaban en sus colores el color amarillo. Después de una fuerte entrada de un defensor herediano sobre Esteban Sirias se pitó un penal a favor de los liberianos. El encargado de lanzar el tiro fue Michael Umaña, el cual envió el balón hasta el fondo de las redes para poner el 0-1. Minutos después, un contragolpe del equipo liberiano terminó en gol de Walter Chévez para poner el 0-2 en el marcador y, para terminar con las aspiraciones heredianas, Esteban Sirias marcó el 0-3 definitivo para darle el primer campeonato a Liberia y a la provincia de Guanacaste.

### Liberia Mía en la CONCACAF
Debido a la obtención del Campeonato de Verano 2009, el equipo de Liberia Mía obtuvo por primera vez el pase al torneo internacional Concacaf Liga Campeones 2009-2010, que disputan los clubes campeones y subcampeones de Norteamérica, Centroamérica y el Caribe.

El primer partido de Liberia Mía fue de local el 29 de julio de 2009 en su cancha alterna, el Estadio Alejandro Morera Soto de Alajuela, contra el Real España de Honduras, ya que el Estadio Edgardo Baltodano Briceño no obtuvo el aval de Concacaf por problemas de iluminación. Este primer juego de la serie lo ganó Liberia Mía con un contundente 3-0. No obstante, en el segundo juego que se realizó el 6 de julio en el Estadio Olímpico Metropolitano, el equipo liberiano cayó 6-0 con una gran actuación del hondureño Carlos Pavón, quien marcó tres goles. Liberia Mía quedó así eliminado del torneo en esta primera instancia por marcador global de 3-6.

### Águilas Guanacastecas
En el Campeonato de Invierno 2009, Liberia Mía bajó su rendimiento y clasificó en el tercer lugar de su grupo, detrás del Club Sport Cartaginés y el Municipal de Pérez Zeledón.

En cuartos de final se enfrentó a Brujas FC. En el juego de ida Liberia Mía perdió en casa 1-2 y en el juego de vuelta Brujas F.C. ganó fácilmente 3-1, dejando sin capacidad a los pamperos de revalidar su campeonato anterior. Esta derrota hizo que salieran a flote problemas internos del equipo: el defensa Pablo Salazar confesó que nunca tuvieron técnico, que el francés Alain Gay Hardy no tenía un papel importante en la institución. Además, comentó que la alineación la hacían el capitán Harold Wallace y Álvaro Mesén y que quedaron campeones gracias a las individualidades que hay en el equipo.

A inicios del 2010, Liberia Mía cambió su nombre y se pasó a llamar Águilas Guanacastecas debido a que el Estadio Edgardo Baltodano Briceño no logró pasar los requerimientos FIFA y debido a que la Municipalidad les ponía trabas al usar el recinto, se decidió que fuera un equipo que uniera a toda la provincia de Guanacaste y usarían los estadios de la provincia: el Edgardo Baltodano, el Estadio Chorotega y el Estadio Cacique Diriá.

Poco tiempo después asume la dirección técnica Hernán Medford, Medford dijo que arreglaría los problemas internos del equipo en el Campeonato de verano 2010, pero no fue así, ya que más bien tuvo un peor rendimiento quedando último en el Grupo A y terminando décimo de 12 equipos que conforman la Primera División de Costa Rica.

### De nuevo Liberia Mía: venta de la franquicia
Luego del cambio de nombre, los habitantes del cantón de Liberia no se sentían representados por el nombre Águilas Guanacastecas. La asistencia de aficionados al Estadio Edgardo Baltodano Briceño bajó y el pobre rendimiento mostrado en el Campeonato de Invierno 2009 y el Campeonato de Verano 2010 hizo que el club volviera a sus principios. Se volvió a llamar Liberia Mía y contrató un nuevo técnico. Además, se hizo una "limpia" de jugadores enviándoselos al Club Sport Herediano (del cual la Familia Sotela Blen también era dueña) y a otros se les vendió o se les liberó de su contrato. En su lugar, se trajo a jugadores juveniles con el propósito formarlos y venderlos al extranjero.

El 15 de julio de 2010, Liberia Mía y el Barrio México llegaron a un acuerdo, ya que como el Estadio Edgardo Baltodano Briceño no cumplía los requerimientos FIFA y el Estadio José Joaquín "Coyella" Fonseca sí los cumplía, y a la vista de que no se iban a cumplir los requerimientos en el tiempo establecido, sumado a la dañada economía del club, se decidió que Club Deportivo Barrio México ocupara la plaza de Liberia Mía en la Primera División y Liberia Mía ocupara la plaza de Barrio México en la Segunda División.

### Expulsión de la franquicia el regreso a la Segunda División y Retorno a Primera
El 1 de marzo de 2011, la UNAFUT determina expulsar al club por problemas de insostenibilidad económica que obligaban al equipo a ausentarse a los encuentros. Si bien el equipo actuaba con el nombre de Barrio México, la franquicia pertenecía a Liberia Mía. La franquicia cedida a Mario Sotela para el club Águilas Guanacastecas en Segunda División sería devuelta para que Barrio México pudiera continuar jugando, mientras Liberia Mía desapareció del escenario futbolístico.

### Retorno al fútbol
El 22 de marzo de 2011, la Asociación Deportiva Municipal Liberia, antiguo dueño de la franquicia, compró la franquicia de AD Desamparados en 30 mil dólares, con el fin de devolver un equipo de fútbol a Liberia.

### Ascenso y retorno a la Primera División
El conjunto liberiano logró el 13 de junio de 2015 su ascenso a la máxima categoría por segunda vez en su historia, tras ganar el Torneo de Clausura en la Liga de Ascenso al cuadro de Juventud Escazuceña por 4 a 2 en el global (2-0 en la ida y 2-2 en la vuelta), para disputar la Final nacional ante el campeón de Apertura que era el Puntarenas FC. Liberia ganó el juego de ida de la Final en el Edgardo Baltodano por 1 a 0 y en el juego de vuelta en el "Lito" Pérez de Puntarenas, los liberianos empataron a 1 gol para ganar la serie por 2 a 1 en el global y con eso lograr el campeonato de la Liga de Ascenso 2014-2015, y con ello retornar a la Primera División del fútbol costarricense para la temporada 2015-2016.
El 22 de agosto de 2015, el director técnico Orlando De León murió a la edad de 70 años tras complicaciones durante una intervención quirúrgica en el Hospital San Vicente de Paul en Heredia. El timonel dirigió al equipo en las primeras cuatro fechas del Torneo de Invierno 2015.

### Título Apertura 2022 Segunda División
El conjunto liberiano se posicionó en el Torneo Apertura 2022 de la segunda división, con 30 puntos en el grupo A, con derecho a clasificación a cuartos de final. En cuartos de final se enfrentó ante el F.C Desamparados, logrando avanzar a semifinales con el marcador global 5-0. En semifinales se enfrentó ante Jiracal Sercoba, el conjunto liberiano derrotó a los jicaraleños con el marcador global 5-4, logrando obtener el boleto a la final. En la final se enfrentó ante el recién ascendido Quepos Cambute FC, en el juego de ida, los pamperos, obtenían la victoria 1-0, mientras en su segundo partido, el encuentro finalizó con victoria 1-0, mientras en el marcador global se encontraba 2-0, logrando obtener el título del Torneo Apertura 2022 bajo la dirección técnica de Minor Díaz.

### Título Clausura 2023 Segunda División
El 20 de mayo el conjunto liberiano logra el título de campeón del Clausura 2023 tras derrotar en la final al cuadro de Escorpiones de Belén, 2 a 0 (2 a 1 en el marcador global) con goles de Jaime Rosales y el mexicano Raúl Vidal, con este título el Municipal Liberia logró el cetro de Liga de Ascenso de la temporada 2022-2023 y alcanza por tercera vez en su historia el ascenso a la Primera División de Costa Rica.
Minor Díaz se convirtió en el primer entrenador en la historia del fútbol tico en ascender a la división de honor a los dos clubes de la provincia de Guanacaste, ya que en 2021 se había llenado de gloria al mando de ADG.

## Uniforme
El primer uniforme consiste en camiseta amarilla con una franja vertical negra, pantaloneta y medias negras. El uniforme alternativo es de color blanco con una raya vertical amarilla en la camiseta.

## Jugadores

### Transferencias 2025
| Altas            | Altas         | Altas                             | Altas    | Altas |
| Jugador          | Posición      | Procedencia                       | Tipo     |       |
| ---------------- | ------------- | --------------------------------- | -------- | ----- |
| Adrián Chevez    | Defensor      | Santa Ana F.C.                    | Préstamo |       |
| Daniel Chacón    | Defensor      | Alajuelense                       | Préstamo |       |
| Yeison Molina    | Defensor      | Asociación Deportiva Guanacasteca | Libre    |       |
| Geancarlo Castro | Mediocampista | Santa Ana F.C.                    | Libre    |       |
| Ricardo Peña     | Mediocampista | Colorado Rapids II                | Préstamo |       |
| Freddy Álvarez   | Mediocampista | BG Pathum United                  | Libre    |       |
| Randy Ramírez    | Delantero     | Fútbol Consultants Moravia        | Préstamo |       |
| Alonso Hernández | Delantero     | Club Sport Herediano              | Préstamo |       |
| Fernando Lesme   | Delantero     | Club General Caballero JLM        | Libre    |       |

### Bajas
| Bajas               | Bajas         | Bajas                           | Bajas           | Bajas |
| Jugador             | Posición      | Destino                         | Tipo            |       |
| ------------------- | ------------- | ------------------------------- | --------------- | ----- |
| Gabriel De León     | Defensa       | Metropolitanos Fútbol Club      | Fin de contrato |       |
| Elvis Mosquera      | Defensa       | Inter de San Carlos             | Fin de contrato |       |
| Ignacio Gómez       | Defensa       | Puntarenas Fútbol Club          | Fin de contrato |       |
| Marvin Angulo       | Mediocampista | Bandera de ?                    | Fin de contrato |       |
| José Mora           | Mediocampista | Municipal Pérez Zeledón         | Fin de contrato |       |
| Jurguens Montenegro | Delantero     | Club Sport Herediano            | Fin de contrato |       |
| Daniel Colindres    | Delantero     | Puntarenas F.C.                 | Fin de contrato |       |
| Jeaustine Monge     | Delantero     | Guadalupe Fútbol Club           | Fin de contrato |       |
| Raúl Antonio Vidal  | Delantero     | Asociación Deportiva San Carlos | Préstamo        |       |

## Palmarés

### Títulos nacionales
| Competiciones nacionales       | Títulos                   | Subcampeonatos   |
| ------------------------------ | ------------------------- | ---------------- |
| Primera División de Costa Rica | Verano 2009               |                  |
| Segunda División de Costa Rica | 2000-01, 2014-15, 2022-23 | 1998-99, 1999-00 |
| Tercera División de Costa Rica | 1985-86                   | 1972             |